# Гансверт
Гансверт (нід. Hansweert) — село в нідерландській провінції Зеландія. Входить до муніципалітету Реймерсвал.
Його площа становить 5,03 км², а населення станом на 2021 рік складало 1 675 осіб.

## Галерея

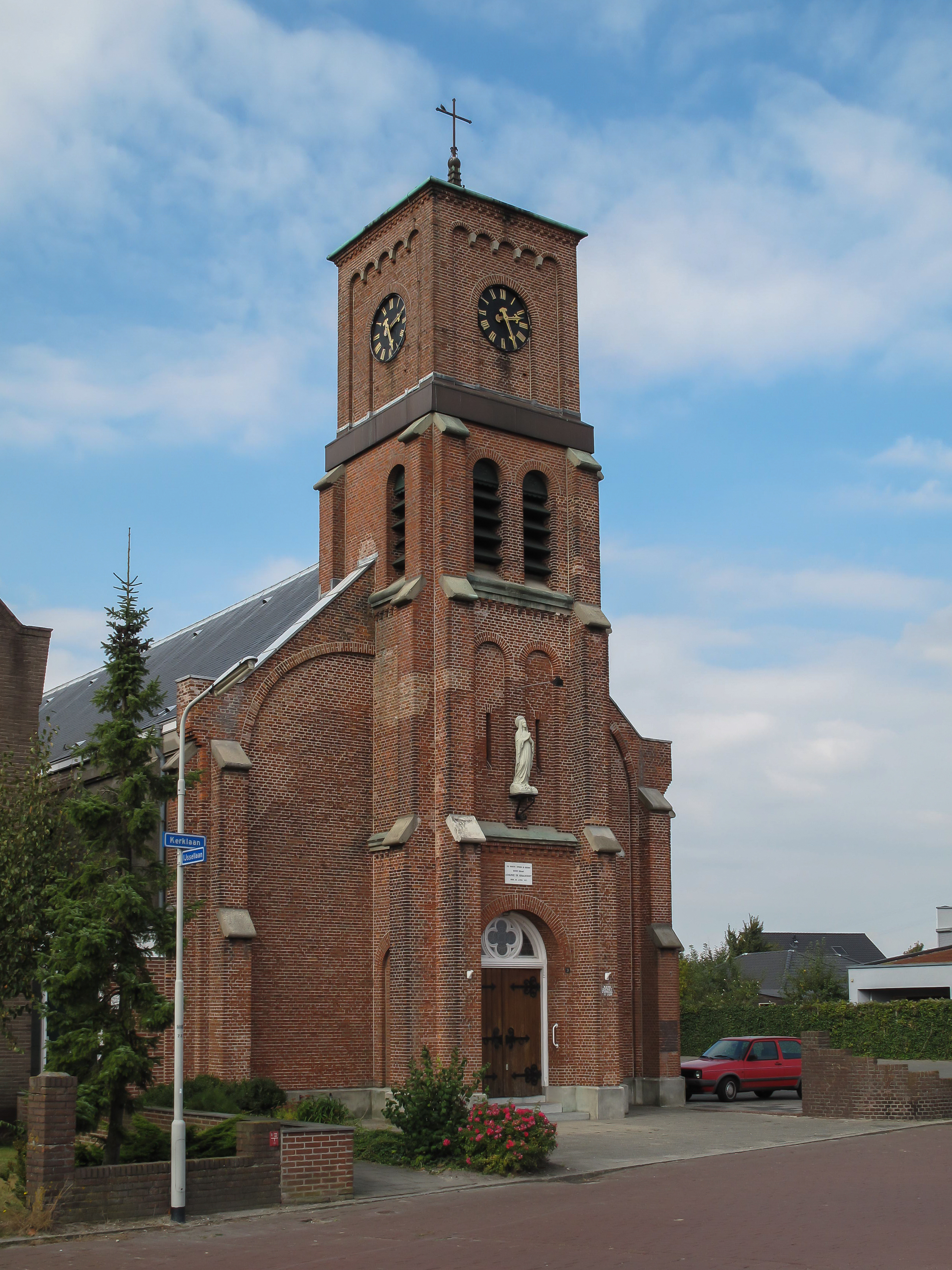
Церква у Гансверті
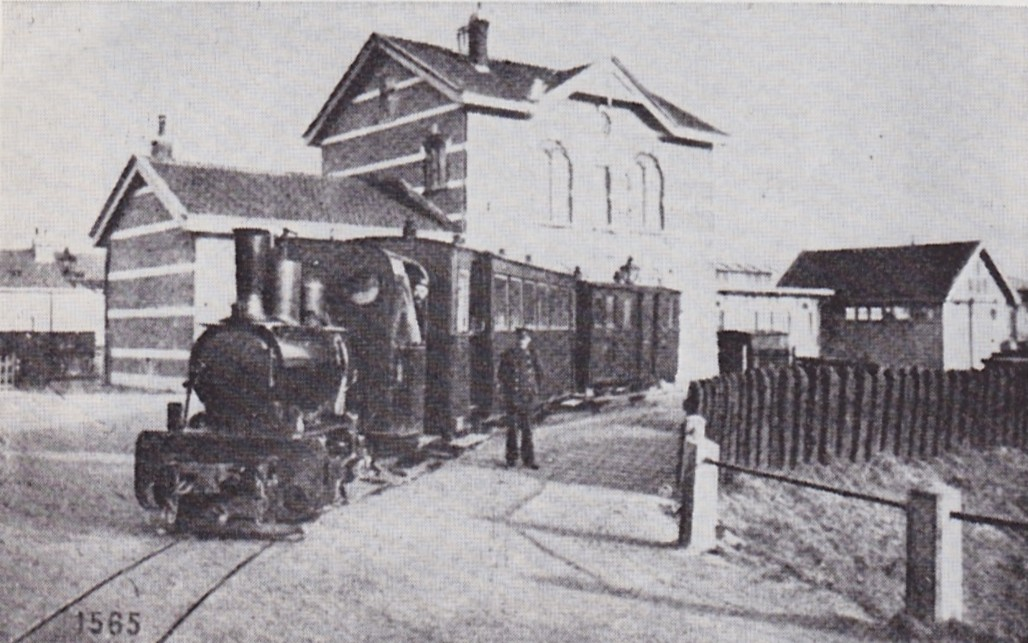
Ітсоричне фото трамваю на паровій тязі
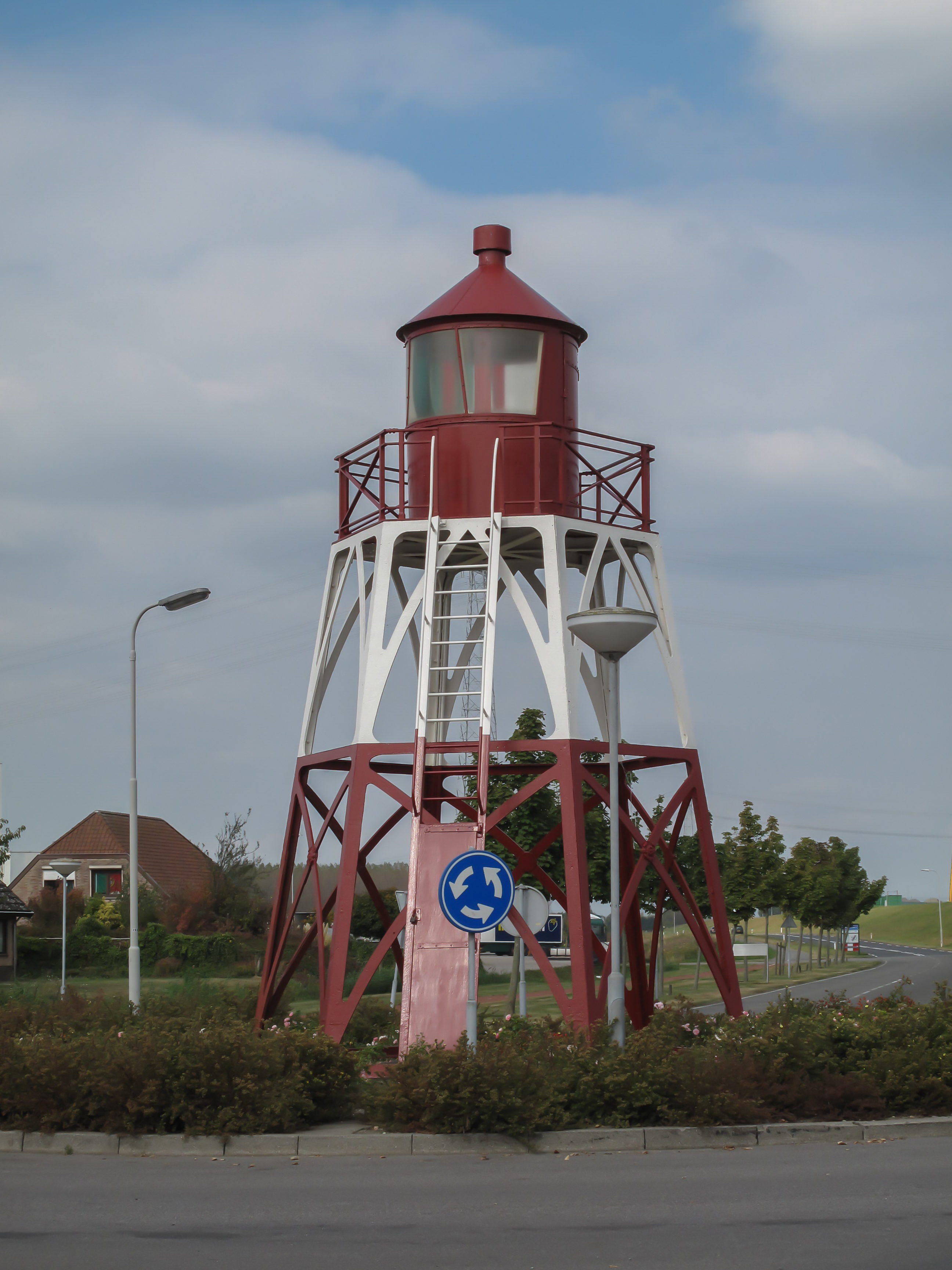
Кругове перехрестя у селі